# Forth Road Bridge
Forth Road Bridge – drogowy most wiszący w środkowo-wschodniej Szkocji, nad zatoką Firth of Forth, pomiędzy miejscowościami Queensferry i North Queensferry.

## Historia
Konstrukcję przerzucono nad zatoką Firth of Forth, by połączyć stolicę Szkocji, Edynburg (na południu) z hrabstwem Fife (na północy). Most znajduje się niedaleko znacznie starszego mostu kolejowego.

Budowa trwała od 1958 do 1964 roku, po oddaniu do użytku był najdłuższym mostem wiszącym w Europie.
Podczas budowy tej 2,5 kilometrowej konstrukcji zużyto prawie 47 tys. ton stali (wraz z podtrzymującymi linami). Przed otwarciem mostu kursowały na tym odcinku promy, które przewoziły rocznie 1,5 milionów ludzi, 600 tys. samochodów osobowych i 200 tys. ciężarówek. Alternatywna droga na drugi brzeg zatoki Firth of Forth wiodła przez Falkirk, co wiązało się z pokonaniem 60-kilometrowej trasy.